# إبراهيم دورو
إبراهيم دورو مواليد 26 أبريل 1970 في جمهورية يوغوسلافيا الاشتراكية الاتحادية، هو لاعب كرة قدم بوسني سابق كان يلعب في مركز الوسط.

## المسيرة الاحترافية

### أندية لعب لها
- نادي زغرب
- مكابي حيفا
- مكابي أخاء الناصرة
- نادي رييكا

## روابط خارجية
- إبراهيم دورو على موقع قاعدة بيانات كرة القدم.إي يو (الإنجليزية)
- إبراهيم دورو على موقع ناشيونال فوتبول تيمز (الإنجليزية)
- إبراهيم دورو على موقع عالم كرة القدم.نت (الإنجليزية)